# Oligolektie
Oligolektie (von altgriechisch ὀλῐ́γος olígos, deutsch ‚wenig, gering‘ und altgriechisch λεκτός lektós, deutsch ‚erlesen; ausgewählt; gesammelt‘) beschreibt eine Verhaltens- und Ernährungsweise von Bienen. Eine Bienenart bezeichnet man als oligolektisch, wenn die Weibchen ausschließlich Pollen einer Pflanzenart (oder eng verwandten Arten) sammeln und damit ihre Nester mit Larvenfutter bestücken. Der Gegensatz dazu ist Polylektie (von altgriechisch πολύς ‚viel, breit; allgemein‘). Polylektische Bienen sammeln Pollen von Pflanzen verschiedener Familien. Honigbienen sind polylektisch.